# Ioánnis Koúlis
Ioánnis Koúlis (grec moderne : Ιωάννης Κούλης), né en 1910 à Lagkádia et mort en 1977 à Athènes, est un homme politique et professeur d'université. Il est ministre des Finances d'août 1971 à novembre 1973.